# Amt Mengede
| Amt in Preußen     | Amt in Preußen       |
| ------------------ | -------------------- |
| Name               | Mengede              |
| Bestandszeitraum   | 1889–1928            |
| Provinz            | Westfalen            |
| Regierungsbezirk   | Arnsberg             |
| Landkreis          | Dortmund             |
| Fläche             | 43,13 km² (1910)     |
| Einwohner          | 21.040 (1910)        |
| Bevölkerungsdichte | 488 Einw./km² (1910) |
| Gemeinden          | 13 (1889) 7 (1928)   |

Das Amt Mengede war von 1889 bis 1928 ein Amt im Landkreis Dortmund in der preußischen Provinz Westfalen. Das Gebiet des ehemaligen Amtes gehört heute zu den Städten Castrop-Rauxel und Dortmund.

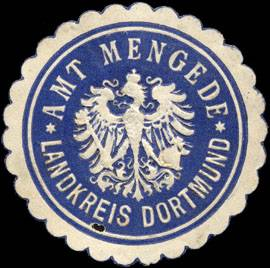
Siegelmarke Amt Mengede

## Geschichte
Am 1. April 1889 schieden im Landkreis Dortmund die dreizehn Gemeinden Bodelschwingh, Brüninghausen, Deininghausen, Deusen, Dingen, Ellinghausen, Groppenbruch, Ickern, Mengede, Nette, Östrich,  Schwieringhausen und Westerfilde aus dem Amt Castrop aus und bildeten das Amt Mengede.
1905 wurde der Bau eines neuen Amtshauses in Mengede fertiggestellt. Das Gebäude dient heute als Sitz der Bezirksverwaltung des Dortmunder Stadtbezirks Mengede.
Am 10. Juni 1914 schied Deusen aus dem Amt aus und wurde in die kreisfreie Stadt Dortmund eingemeindet.
Am 27. Oktober 1917 wurden Groppenbruch, Oestrich und Schwieringhausen in die Landgemeinde Mengede eingegliedert.
Durch das Gesetz über die Neuregelung der kommunalen Grenzen im rheinisch-westfälischen Industriebezirke wurden Dingen und Ickern am 1. April 1926 in die Stadt Castrop-Rauxel eingegliedert.
Das nun noch aus sieben Gemeinden bestehende Amt Mengede wurde durch das Gesetz über die weitere Neuregelung der kommunalen Grenzen im westfälischen Industriebezirk am 1. April 1928 aufgelöst.
Deininghausen kam zur Stadt Castrop-Rauxel, während Bodelschwingh, Brüninghausen, Ellinghausen, Mengede, Nette und Westerfilde zu Stadt Dortmund kamen.

## Einwohnerentwicklung
| Jahr | Einwohner | Quelle |
| ---- | --------- | ------ |
| 1895 | 7.792     | [ 4 ]  |
| 1910 | 21.040    | [ 5 ]  |